# Les Corbeaux (pièce de théâtre)
Pour les articles homonymes, voir Les Corbeaux.
Les Corbeaux (1882) est une pièce de théâtre française d'Henry Becque dont l'édition originale fut publiée en 1882 par l'éditeur Tresse. C'est un drame réaliste en quatre actes particulièrement grinçant, qui établit la réputation de son auteur et préfigure le Théâtre-Libre d'André Antoine. C'est avec La Parisienne, la seule pièce de Becque encore régulièrement jouée.
Elle a été créée à la Comédie-Française le 14 septembre 1882 et reprise au Théâtre de l'Odéon le 3 novembre 1897.

## Personnages
- Vigneron, fabricant
- Teissier, ancien escompteur, associé de Vigneron
- Bourdon, notaire
- Merkens, professeur de musique
- Lefort, architecte
- Dupuis, tapissier
- Gaston, fils des Vigneron
- Auguste
- Madame Vigneron
- Madame de Saint-Genis
- Marie, une des trois filles des Vigneron
- Blanche, une des trois filles des Vigneron
- Judith, une des trois filles des Vigneron
- Rosalie
- Georges de Saint-Genis (Personnage muet)
- Lenormand (Personnage muet)
- Le général Fromentin (Personnage muet)
- Un médecin[1]

## Argument
Le décès subit d'un entrepreneur lors des fiançailles d'une de ses filles plonge les siens dans le désarroi. Son associé et son notaire s'entendent alors pour dépouiller la veuve et ses enfants, en leur faisant croire que les projets du mort sont irréalisables et qu'il ne leur reste qu'à les liquider à vil prix. La ruine de la famille serait complète, si l'un des "corbeaux", (associé du défunt), un vieillard, ne s'entichait de la jeune fille : celle-ci se voit proposer finalement de l'épouser afin de rétablir la situation familiale. À la fin de la pièce, à la veille du contrat de mariage, le futur époux conclut par ces mots : « Vous êtes entourée de fripons, mon enfant, depuis la mort de votre père. »

## Adaptations françaises
- 1910 : Odéon-théâtre de l'Europe[2]
- 1925 : Comédie Française[3]

- 1973 : mise en scène Daniel Benoin, Théâtre Daniel Sorano[4]
- 1982 : mise en scène Jean-Pierre Vincent, Comédie française[5]
- 1987 : mise en scène Janine Torrion et François Deweig, Artistic-Athévains[6]
- 2008 : mise en scène Anne Bisang, Comédie de Genève[7]
- 2020 : mise en scène Aurélie Vauthrin-Ledent, Théâtre de la Vie[8]